# Cubanske revolution
Den cubanske revolution var et væbnet oprør udført af Fidel Castros 26. juli-bevægelse og dets allierede mod den cubanske diktator Fulgencio Batistas regime. Revolutionen begyndte i juli 1953 og sluttede med at Batista blev afsat 1. januar 1959, hvor hans regime blev erstattet af Castros diktatur. Castros regering blev reformeret i 1965 i henhold til den kommunistiske linje, og blev til det som i dag er Cubas Kommunistiske Parti.

## De tidlige stadier 1953-1956
I 1952 argumenterede Fidel Castro, der var en ung advokat og aktivist, for at styrte Fulgencio Batista, som han beskyldte for korruption og tyranni. Imidlertid blev Castros argumenter afvist af den cubanske domstol. Efter at have besluttet, at Batista-regimet ikke kunne blive væltet gennem retlige midler, samlede Castro en gruppe bevæbnede oprørere og angreb Moncada-kasernen i Santiago og kasernen i Bayamo den 26. juli 1953. Det nøjagtige antal dræbte oprørere ved angrebet kan diskuteres, men i sin selvbiografi hævder Castro, at ni oprørere blev dræbt i kampene og yderligere 56 blev dræbt senere af Batista-regimet. Blandt de døde var Abel Santamaría, Castros næstkommanderende, som blev fængslet, tortureret og henrettet samme dag som angrebet.
De overlevende, herunder Fidel Castro og hans bror Raúl Castro Ruz, blev fanget kort tid efter. I en meget politisk retssag talte Fidel Castro i næsten fire timer til sit forsvar og sluttede med ordene: "Fordøm mig, det er ligegyldigt. Historien vil frikende mig." Fidel Castro blev idømt 15 års fængsel i Presidio Modelo-fængslet, der ligger på Isla de Pinos, mens Raúl Castro blev idømt 13 år.
Efter et bredt politisk pres frigav Batista-regimet alle politiske fanger i Cuba i 1955 - herunder gruppen, der havde angrebet Moncada. Det lykkedes for Castros jesuitiske barndomlærere at overtale Batista til også at lade frigivelsen omfatte Fidel og Raúl Castro.
Kort efter blev Castro-brødrene forenet med andre landflygtige i Mexico for at forberede at styrte Batista. De blev trænet af Alberto Bayo, der havde været en af lederne af republikanerne i den spanske borgerkrig. I juni 1955 mødtes Castro med den argentinske revolutionære Ernesto "Che" Guevara, der sluttede sig til Castros bevægelse. De revolutionære kaldte sig "26. juli-bevægelsen", med henvisning til datoen for deres angreb på Moncada-kasernen i 1953.

## Guerillakrig 1956 til midt 1958
Yachten Granma ankom til Cuba den 2. december 1956 fra Mexico. Ombord var Castro-brødrene og 80 andre medlemmer af 26. juli-bevægelsen. Yachten lagde til ved Playa Las Coloradas i kommunen Niquero. Ankomsten fandt sted to dage senere end planlagt, fordi båden var tungere lastet, end den havde været under prøvesejladserne. Dette ødelagde ethvert håb om at koordinere et angreb med llano-afdelingen af bevægelsen. Efter at være ankommet og have forladt skibet begyndte oprørerne at bevæge sig ind i Sierra Maestra-bjergene, et område i det sydøstlige Cuba. Tre dage efter ankomsten angreb Batistas hær og dræbte de fleste af personerne fra Granma - det nøjagtige antal er stadig omdiskuteret, men kun tyve af de oprindelige 82 mænd overlevede de første blodige sammenstød med den cubanske hær, hvorefter de flygtede ind i Sierra Maestra-bjergene.
Gruppen af overlevende inkluderede Fidel og Raúl Castro, Che Guevara og Camilo Cienfuegos. De overlevende, der var spredt alene eller i små grupper, vandrede rundt bjergene, på udkig efter hinanden. Med hjælp fra lokale bønder, der sympatiserede med deres sag, fandt de hinanden igen og dannede det, der kom til at udgøre kernen i ledelsen af guerillahæren. Celia Sanchez og Haydee Santamaria (søster til Abel Santamaria) var blandt de kvindelige oprørere, der hjalp Fidel Castro i bjergene.
Den 13. marts 1957 stormede en separat gruppe af oprørere - det antikommunistiske Directorio Revolucionario (RD, dansk: Revolutionære Direktorat), der mest bestod af studerende - præsidentpaladset i Havana og forsøgte at myrde Batista og derved ødelægge regimet. Angrebet endte i total fiasko. RD's leder, den studerende Jose Antonio Echeverria, døde under en skudveksling med Batistas styrker på Havana radiostation, som han havde besat for at sprede nyheden om Batistas død. En håndfuld af angriberne overlevede, og disse omfattede blandt andet dr. Humberto Castello (der senere blev leder i Escambray revolutionen), Rolando Cubela og Faure Chomon (der senere blev ledere af af 13. marts-bevægelsen, i Escambray bjergene i Las Villas provinsen).
Umiddelbart herefter indførte USA en økonomisk embargo mod den cubanske regering og trak den amerikanske ambassadør på Cuba ud af landet for at svække regeringens mandat yderligere. Batistas opbakning blandt cubanerne begyndte at svinde, og tidligere støtter sluttede sig enten til de revolutionære eller distancerede sig fra Batista. Mafiaen og amerikanske forretningsmænd fortsatte deres støtte.
Regimet benyttede sig ofte af brutale metoder til at holde Cubas byer under regeringens kontrol. Hjulpet af Frank País lykkedes det for Castro, Ramos Latour, Huber Matos og mange andre at udføre vellykkede angreb på små garnisoner af Batistas tropper i Maestra-bjergene. Che Guevara og Raúl Castro hjalp Fidel med at konsolidere sin politiske kontrol i bjergene, ofte ved henrettelser af mistænkte Batista-loyalister eller andre af Castros rivaler.
Desuden chikanerede den dårligt bevæbnede gruppe, kendt som Escopeteros, Batistas styrker ved foden af bjergene og på sletterne i Oriente provinsen. Escopeteros ydede også direkte militær støtte til Castros styrker ved at beskytte forsyningslinjerne og ved at dele efterretninger. I det lange løb kom bjergene under Castros kontrol.
Ud over væbnet modstand søgte oprørerne at bruge propaganda til at støtte deres sag. I februar 1958 blev der oprettet piratradiostationen Radio Rebelde ("Rebel Radio"), hvilket gav Castro og hans styrker mulighed for at sende deres budskab ud landsdækkende også inden for fjendens territorium. Radioudsendelserne blev muliggjort af en tidligere bekendt af Castro, Carlos Franqui, som efterfølgende kom i eksil i Puerto Rico.
På dette tidspunkt var Castros styrker ganske små, undertiden færre end 200 mænd, mens den cubanske hær og politistyrke talte mellem 30.000 og 40.000 mand. Trods dette blev hæren tvunget til at trække sig næsten hver gang, det cubanske militær kæmpede mod oprørerne. En våbenembargo, som USA indførte mod den cubanske regering den 14. marts 1958, bidrog yderligere til at svække Batistas styrker. Herefter blev effektiviteten af det cubanske luftvåben hurtigt ringere, da man ikke kunne reparere flyvemaskinerne uden at importere dele fra USA.
Batista reagerede endelig på Castros kontinuerlige modstand med et angreb i bjergene kaldet operation Verano, kendt af oprørerne som La Ofensiva. Hæren sendte omkring 12.000 soldater, halvdelen af dem utrænede rekrutter, til bjergene. I en række mindre træfninger besejrede Castros guerillaer den cubanske hær. I slaget ved La Plata, der varede fra 11. juli til 21. juli 1958, besejrede Castros styrker en hel bataljon og tog 240 soldater til fange, mens Castros egne styrker kun mistede tre mand.
Krigslykken vendte dog næsten 29. juli 1958, hvor Batistas tropper næsten ødelagde Castros lille hær på omkring 300 mænd i slaget ved Las Mercedes. Med sine styrker trængt op i en krog af overmagten bad Castro om og opnåede en midlertidig våbenhvile den 1. august. I løbet af de næste syv dage, mens resultatløse forhandlinger foregik, lykkedes det gradvist for Castros styrker at flygte fra overmagten. Den 8. august var hele Castros hær flygtet tilbage til bjergene, og operation Verano var reelt endt i fiasko for Batista-regeringen.

## Den sidste offensiv midt 1958 til januar 1959
Den 21. august 1958 efter nederlaget til Batistas La Ofensiva begyndte Castros styrker deres egen offensiv. I Oriente provinsen (det område, der i dag udgøres af provinserne Santiago de Cuba, Granma, Guantánamo og Holguín), indledte Fidel Castro, Raúl Castro og Juan Almeida Bosque angreb fra fire fronter. Fra bjergene indledtes angreb med nye våben erobret under La Ofensiva og indsmuglet med fly, og Castros styrker vandt indledningsvis en række sejre. Castros store sejr ved Guisa og den vellykkede erobring af flere byer, herunder Maffo, Contramaestre og Central Oriente, bragte Cauto-sletterne under hans kontrol.
I mellemtiden fortsatte tre grupper af oprørere under kommando af Che Guevara, Camilo Cienfuegos og Jaime Vega vestpå mod Santa Clara, der er hovedstad i Villa Clara Provinsen. Det lykkedes Batistas styrker at angribe og ødelægge Jaime Vegas gruppe i et baghold, men de tilbageværende to grupper nåede de centrale provinser, hvor de slog sig sammen med flere andre modstandsgrupper, der ikke stod under Castros kommando. Da Che Guevaras gruppe passerede igennem Las Villas-provinsen, og særligt gennem Escambray-bjergene - hvor det antikommunistiske Directorio Revolucionarios styrker (der blev kendt som 13. marts-bevægelsen) havde kæmpet mod Batistas hær i mange måneder - opstod der friktion mellem de to grupper oprørere. Ikke desto mindre fortsatte den samlede oprørshær offensiven, og Cienfuegos vandt en vigtig sejr i slaget ved Yaguajay den 30. december 1958, hvorefter han fik tilnavnet "Helten fra Yaguajay".
Den 31. december 1958 fandt slaget ved Santa Clara sted. Byen Santa Clara faldt for de forenede styrker af oprørere bestående af Che Guevaras gruppe, Cienfuegos gruppe og Directorio Revolucionario (RD) ledet af kommandant Rolando Cubela, Juan ("El Mejicano") Abrahantes og William Alexander Morgan. Nyheden om dette nederlag fik Batista til at gå i panik. Han flygtede fra Cuba til Den Dominikanske Republik den 1. januar, blot timer efter, at han havde modtaget nyheden om oprørernes indmarch i Santa Clara. Kommandør William Alexander Morgan, der ledede RD's oprørsstyrker, fortsatte kampene efter Batistas flugt og erobrede byen Cienfuegos den 2. januar.
Castro hørte om Batistas flugt om morgenen den 1. januar og begyndte straks efter forhandlinger om at overtage Santiago de Cuba. Den 2. januar beordrede kommandanten i byen, oberst Rubido, sine soldater til ikke at tage kampen op, og Castros styrker overtog byen. Guevara og Cienfuegos grupper indtog Havana på nogenlunde samme tid. De havde ikke mødt nogen modstand på deres vej fra Santa Clara til hovedstaden. Castro selv ankom i Havana den 8. januar efter en længere sejrsmarch. Hans oprindelige valg til præsident, Manuel Urrutia Lleó, tiltrådte den 3. januar.

## Eftervirkninger
I 1959 rejste Fidel Castro til USA for at forklare revolutionen. Han sagde: "Jeg ved, hvad verden tænker om os, vi er kommunister, og selvfølgelig har jeg sagt meget klart, at vi ikke er kommunister,. Meget klart".
Hundredvis af agenter, politifolk og soldater fra Batista-æraen fik offentlige rettergange, hvor de blev anklaget for krænkelser af menneskerettighederne, krigsforbrydelser, mord og tortur. De fleste af de anklagede personer blev dømt af revolutionære domstole for politiske forbrydelser henrettet ved skydning; andre personer fik lange fængselsdomme. Et bemærkelsesværdigt eksempel på oprørernes håndhævelse af straffene kunne opleves efter erobringen af Santiago, hvor Raul Castro stod for henrettelsen af mere end halvfjerds Batista krigsfanger.
For sin del i indtagelsen af Havana blev Che Guevara udnævnt til øverste anklager i La Cabaña Fæstningen. Det var en del af et storstilet forsøg fra Fidel Castros side på at rense sikkerhedsstyrkerne for Batista-loyalister og potentielle modstandere af den nye revolutionære regime. Andre var heldige nok til at blive afskediget fra hæren og politiet uden retsforfølgelse, og nogle højtstående embedsmænd i ancien régime blev sendt i eksil som militære attachéer.

### Reformer og nationalisering
I løbet af sine første ti år ved magten indførte den kommunistiske regering en bred vifte af progressive sociale reformer. Love blev indført for at give lighed for sorte cubanere og større rettigheder for kvinder. Der var forsøg på at forbedre kommunikation, medicinske faciliteter, sundhed, boliger og uddannelse. Derudover var der biografer, der turnerede rundt i landet, kunstudstillinger, koncerter og teatre. Ved udgangen af 1960'erne modtog alle cubanske børn en vis uddannelse (sammenlignet med mindre end halvdelen før 1959). Arbejdsløsheden og korruption var reduceret, og store forbedringer blev foretaget i hygiejne og sanitet.
Ifølge geograf og cubanske kommandør Antonio Núñez Jiménez var 75 % af Cubas bedste agerjord ejet af udenlandske personer eller udenlandske selskaber (hovedsagelig amerikanske) på tidspunktet for revolutionen. En af de første politikker, den nydannede cubanske regering udførte, var at udrydde analfabetisme og gennemføre jordreformer. Landreformbestræbelserne bidrog til at øge levestandarden ved at inddele større jorddrifter i kooperativer. Kommandør Sori Marin, som formelt var ansvarlig for jordreformerne, protesterede og flygtede, men blev til sidst henrettet, da han vendte tilbage til Cuba med våben og sprængstoffer med hensigt om at vælte Castro-regeringen. Mange andre ikke-marxister, anti-Batista-oprørsledere blev tvunget i eksil, henrettet ved udrensninger eller elimineret i forfejlede opstande som eksempelvis en opstand foranstaltet af Beaton-brødrene.
Kort efter magtovertagelsen skabte Castro en revolutionær milits til at udvide sin magtbase blandt de tidligere oprørere og befolkningen. Castro skabte også Komiteen for Forsvar af Revolutionen (spansk: Comités de Defensa de la Revolución også kaldet CDR's) i slutningen af september 1960. CDR fik til opgave at holde "årvågenhed mod kontrarevolutionær virksomhed" med lokale CDR'er, der førte en detaljeret registrering af hver af kvarterets beboeres indkøbsvaner, mængden af kontakt med udlændinge, arbejds- og uddannelseshistorie og enhver "mistænkelig" adfærd. Blandt de i stigende grad forfulgte grupper var homoseksuelle mænd. Den cubanske systemkritiker Reinaldo Arenas skrev om en sådan forfølgelse i sin selvbiografi, Antes Que Anochezca, der dannede grundlaget for filmen Before Night Falls.
I februar 1959 blev Ministeriet for Inddrivelse af Misbrugte Aktiver (spansk: Ministerio de Recuperación de Bienes Malversados) oprettet. Cuba begyndte at ekspropriere jord og privat ejendom i rammerne af Landbrugsreformens lov af 17. maj 1959. Gårde af enhver størrelse blev beslaglagt af regeringen, mens jord, virksomheder og selskaber ejet af over- og middelklassecubanere blev nationaliseret (herunder blandt andet plantager ejet af Fidel Castros familie). Ved udgangen af 1960 havde den revolutionære regering nationaliseret privat ejendom ejet af cubanere for mere end 25 milliarder dollars.
Castro-regimet nationaliserede formelt al ejendom ejet af ikke-cubanere, især de amerikanske beholdninger, den 6. august 1960. USA reagerede ved at indefryse alle cubanske aktiver på amerikansk jord, afskære de diplomatiske forbindelser og skærpe embargoen mod Cuba yderligere; disse tilstande eksistererede fortsat i 2013. Som svar på de retsakter, der blev vedtaget af Eisenhowers regering, vendte Cuba sig mod Sovjetunionen for støtte.
"The greatest threat presented by Castro’s Cuba is as an example to other Latin American states which are beset by poverty, corruption, feudalism, and plutocratic exploitation ... his influence in Latin America might be overwhelming and irresistible if, with Soviet help, he could establish in Cuba a Communist utopia."
I 1961 nationaliserede den cubanske regering al ejendom ejet af religiøse organisationer, herunder den dominerende romerskkatolske kirke. Hundredvis af medlemmer af kirken, herunder en biskop, blev permanent udvist af landet, og den nye cubanske regering erklærede sig officielt ateistisk. I 1965 blev 200 præster udvist. Uddannelsesområdet oplevede også væsentlige ændringer. Privatskoler blev forbudt, og den gradvist mere socialistiske stat overtog et større ansvar for børnene. Jesuiterskoler blev også lukket, herunder den skole, som Castro havde gået på som barn.
I juli 1961 blev de Integrerede Revolutionære Organisationer (IRO) dannet ved en fusion af Fidel Castros 26. juli-bevægelsen, Partido Socialista Popular (Cuba) ledet af Blas Roca og det Revolutionære Direktorat af 13. marts ledet af Faure Chomón. Den 26. marts 1962 blev IRO til Det forenede Parti for den Cubanske Socialistiske Revolution, som senere blev Cubas Kommunistiske Parti den 3. oktober 1965 med Castro som generalsekretær.

### Kontrarevolutionære oprør
I kølvandet på revolutionen flygtede tusinder af utilfredse anti-Batista-oprørere, tidligere Batista-tilhængere og campesinos (bønder) til Las Villas-provinsen, hvor en antikommunistisk undergrundsgruppe var begyndt at blive dannet i begyndelsen af 1960'erne. Disse kontrarevolutionære oprørere, også kendt som Alzados, opererede fra Escambray-bjergene og foretog en række mislykkede forsøg på at vælte den cubanske regering, herunder den forfejlede invasion af Svinebugten i 1961 med støtte fra USA.
I kølvandet på Cubakrisen i 1962 lovede USA ikke at invadere Cuba i fremtiden. I overensstemmelse med denne aftale droppede den amerikanske regering al støtte til Alzados og lammede dermed effektivt den ressource-hungrende modstandsgruppe. Den kontrarevolutionære konflikt varede indtil omkring 1965 og er blevet stemplet som krigen mod Banditterne af Castro-regimet og er også kendt som Escambray-revolutionen.